# Listen to Your Heartbeat
Listen to Your Heartbeat, wydany także w szwedzkiej wersji językowej jako Lyssna till ditt hjärta (pol. Słuchaj bicia swego serca) – singel szwedzkiego zespołu muzycznego Friends napisany przez Thomasa G:sona i Henrika Sethssona. Obie wersje językowe piosenki zostały tytułowymi singlami promującymi dwa albumy studyjne grupy wydane w języku szwedzkim i angielskim w 2001 roku.
W 2001 roku utwór reprezentował Szwecję w 46. Konkursie Piosenki Eurowizji dzięki wygraniu pod koniec lutego finału krajowych eliminacji eurowizyjnych Melodifestivalen po zdobyciu największego poparcia jurorów i telewidzów. 12 maja zespół zaprezentował anglojęzyczną wersję numery jako siódmy w kolejności w finale widowiska i zajął z nim ostatecznie 5. miejsce ze 100 punktami na koncie.
Tuż po finale eliminacji Melodifestivalen Thomas G:son i Henrik Sethsson, twórcy zwycięskiego utworu, zostali oskarżeni o popełnienie plagiatu piosenki „Liefde is een kaartspel” wykonanej przez Lisę del Bo, reprezentantkę Belgii podczas 41. Konkursu Piosenki Eurowizji w 1996 roku. Autorów piosenki oskarżył także chorwacki kompozytor, który uznał, że muzycy wykorzystali fragmenty jego utworu „Isus najvece ime” z 1987 roku. Pierwotnie Europejska Unia Nadawców (EBU), organizator widowiska, zdyskwalifikowała zespół z udziału w imprezie, jednak ostatecznie umożliwiła mu występ. Organizacja skierowała jednak sprawę na drogę sądową, który ostatecznie nie posądził twórcy szwedzkiej piosenki o naruszenie praw autorskich. W 2003 roku piosenkę jako pierwszą w historii konkursu oficjalnie uznano za plagiat, a szwedzcy kompozytorzy zapłacili Belgowi odszkodowanie.

## Lista utworów
CD single
1. „Listen to Your Heartbeat” (P3 Radio Version) – 3:06
2. „Lyssna till ditt hjärta” (Swedish Original) – 3:00
3. „Listen to Your Heartbeat” (English Original) – 3:00
4. „Listen to Your Heartbeat/Lyssna till ditt hjärta” (Instrumental Version) – 3:00

## Pozycja na liście sprzedaży
| Kraj    | Notowanie (2001) | Najwyższa pozycja | Certyfikat | Sprzedaż |
| ------- | ---------------- | ----------------- | ---------- | -------- |
| Szwecja | Top 60 Singles   | 4                 | platyna    | 30 000+  |